# Зуб за зуб (фільм)
Зуб за зуб (італ. Dente per dente) — італійський фільм 1943 року знятий режисером Марко Елтера, заснований на п'єсі Вільяма Шекспіра «Міра за міру».

## Сюжет
Сюжет фільму розгортається у французькому селі й зосереджений на історії великої родини Гупі, яка володіє сімейним маєтком і зберігає численні таємниці. У центрі історії – складні родинні взаємини, боротьба за спадок, а також містичні елементи, які відтіняють глибокі моральні й соціальні конфлікти.

### Початок історії
На початку фільму головний герой, П’єр Гупі, на прізвисько "Місто", приїжджає до села з Парижа, де він мешкає і веде міське життя, далеке від селянських турбот і традицій. Його викликали, щоб він приєднався до родини, яка вже давно втрачає спадкову лінію через відсутність чоловічих нащадків. П’єра мало цікавить сільське життя, і він не прагне до інтеграції в родину. Проте, як виявляється, його приїзд знаменує початок незворотних подій, що розкриють темні сторони родини Гупі.

### Вступ до родинних таємниць
Сімейство Гупі складається з декількох колоритних персонажів, кожен із яких має своє прізвисько та унікальні риси характеру. Серед них найвиразнішим є Гупі Червоні Руки, знаний своїм жорстким і навіть агресивним характером. Він – хазяїн місцевого трактиру й користується авторитетом серед родичів, але водночас викликає страх і підозру.
Сімейство Гупі має спадок у вигляді маєтку та великої земельної ділянки, але за цим благополуччям ховається низка конфліктів і таємниць, що тримаються від сторонніх очей. Родина тримається разом, але всередині панує атмосфера напруженості, яка поступово розпалюється, коли з'являються нові обставини, пов'язані з можливим спадком та іншими родинними питаннями.

### Розгортання конфлікту
Напруга досягає кульмінації, коли в маєтку скоюється вбивство. Підозри падають на кількох членів родини, і П’єру стає зрозуміло, що він опинився в центрі небезпечної гри, де кожен може стати ворогом. Водночас йому доводиться залишитися у маєтку і поступово розплутувати павутину інтриг та зрад, щоб з'ясувати, хто винен у вбивстві.
Гупі Червоні Руки стає одним із головних підозрюваних, адже він уже відомий своєю жорстокістю та має мотивацію. Проте, коли П’єр починає вникати у таємниці родини, він виявляє, що кожен із родичів має щось приховувати. Кожен із них виявляється готовим на зраду і навіть злочин заради вигоди чи збереження секретів.

### Кульмінація та розв'язка
Поступово розслідування П’єра розкриває приховані мотиви таємничих подій у маєтку. Він зіштовхується з жахливими істинами, що підкреслюють аморальність і навіть жорстокість деяких членів його родини. У центрі всього виявляється сімейний конфлікт між тими, хто хоче зберегти спадок, і тими, хто шукає лише особистої вигоди.
Наприкінці фільму стає зрозуміло, що родина Гупі не просто зберігає таємниці, а й має тісний зв'язок із злом, яке поступово руйнує її зсередини. Вбивця нарешті виявляється, але ціною цього відкриття стає повна руйнація сімейних зв'язків. Фільм завершується відкритим фіналом, який дає зрозуміти, що навіть після розкриття злочину минуле родини продовжує відлунювати і впливати на її майбутнє.

### Основні теми та значення
"Зуб за зуб" зображує жадібність, аморальність та складність сімейних відносин. Це не просто кримінальна драма, а й психологічне дослідження внутрішнього світу героїв. Завдяки унікальному стилю зйомок, атмосфері саспенсу та багатогранним персонажам фільм став класикою французького кінематографа 1940-х років і досі зберігає свою актуальність як майстерна драма про спадковість, відповідальність та родинні інтриги.

## Актори
- Карло Тамберлані — Анджело
- Катерина Боратто — Ізабелли
- Неллі Корраді — Маріанни
- Лоредана — Джульєтти
- Мемо Бенассі — Лучіо
- Освальдо Дженаццані — Клаудіо
- Альфредо Вареллі — Вінченцо
- Ческо Базеджо — Ск'юметти
- Ламберто Пікассо — Ла Скала
- Амелія Челліні — Мадам Ла Спаната
- Клаудіо Ермеллі
- Артуро Брагалья
- Федеріко Колліно
- Альдо Сільвані
- Амалія Пеллегріні

## Виробництво
Фільм знімався у 1942-1943 роках, коли Франція була частково окупована німецькими військами. Кіностудії перебували під контролем колабораційного уряду Віші, який співпрацював з німецькими окупантами. У таких умовах знімати фільми було дуже складно через обмеження на фінансування, нестачу ресурсів і суворий контроль. Однак Жаку Беккеру вдалося отримати дозвіл на зйомки та створити атмосферу, яка точно відображає похмурість і тривожність тогочасної Франції.
Жак Беккер, який пізніше стане одним із провідних французьких режисерів післявоєнного періоду, експериментував із жанрами та стилем. Для цього фільму він обрав психологічний трилер із елементами кримінальної драми та детективу, що стало рідкісним явищем для французького кіно того часу. Його особливий підхід до створення атмосфери та поглиблене розкриття психології персонажів виділили стрічку серед інших робіт того часу.
Акторський склад включав Жоржа Роллена, Фернана Леду та Лізу Дельям. Їхній вибір був вдалим, оскільки всі вони добре передали багатошаровість персонажів, кожен з яких має темні сторони та таємниці. Леду особливо відзначився своєю грою в ролі Гупі Червоні Руки, що стало одним із найбільш пам'ятних образів у фільмі.

## Дистрибуція
3 лютого 1943 року фільм був випущений і показаний у кінотеатрах Італії.

## Критика
Шекспіру доведеться бути щедрим на Марко Ельтера: [...] п'єсу навіть висміювали. У ній важко впізнати сюжет, неможливо обґрунтувати мотиви, що визначають поступ тирана, який перебирає на себе владу над Міланом за відсутності герцога. Режисура Елтера досягає вершини елементарності і не прояснює нічого. Історія пересипана непотрібними епізодами, такими як кінна прогулянка та полювання на оленів. Рухи камери довільні. Масовість використовується без критеріїв. Музичний коментар на тромбоні оглушує.— Франческо Галларі, "Фільм" № 30, 24 липня 1943 року